# 津別町
津別町（日语：／ Tsubetsu chō */?）位於北海道鄂霍次克綜合振興局南部、美幌町的南側，境內有86％土地為森林。 當地林業繁盛，有許多木材加工企業，包括丸玉產業株式會社總社等。北部為平原，以農業為主；南部為山區及森林，與釧路綜合振興局以津別峠和釧北峠為界。
町名源自於阿伊努語的「tu-pet」，意思為「兩條河」或「山下的河流」。

## 歷史
- 1919年4月1日：活汲村、達媚村、飜木禽村和美幌村（現在的美幌町的部份區域合併為津別村。[4]
- 1921年：津別村的部份區域被併入美幌村。
- 1943年4月1日：津別村成為北海道一級村。
- 1946年9月10日：改制為津別町。

## 交通

### 機場
- 女滿別機場（位於大空町）

### 鐵路
- 曾經有相生線通過，現已廢線。
- 目前轄區內無鐵道通過，距離最近的車站為北海道旅客鐵道石北本線美幌車站

### 道路
| 一般國道 - 國道240號 主要地方道 - 北海道道27號北見津別線 - 北海道道51號津別陸別線 | 道道 - 北海道道494號訓子府津別線 - 北海道道588號屈斜路津別線 - 北海道道682號二又北見線 - 北海道道768號相生津別停車場線 |

## 觀光景點
- 知美結府湖
- 阿重樂園（大西重成美術館）
- 津別鞍部：標高947公尺，緊鄰弟子屈町，山頂可見到屈斜路湖
- 釧北鞍部：緊鄰釧路市阿寒町地區。

### 慶典
- 津別夏祭：每年7月上旬左右召開，與川岸公園節一起舉辦，主要的活動包括「ikada放流大會」等。
- 津別冬祭：每年2月上旬左右召開，主要的活動包括「抱冰柱大會」等。

## 教育

### 高等學校
- 道立北海道津別高等學校

### 中學校
| - 津別町立津別中學校 | - 津別町立活汲中學校 |

### 小學校
| - 津別町立津別小學校 - 津別町立活汲小學校 - 津別町立津別小學校 - 津別町立本岐小學校 | - 津別町立上里小學校（已於2007年3月廢校） - 津別町立恩根小學校（已於2006年3月廢校） - 津別町立本岐小學校（已於2001年3月廢校） |

## 姊妹市・友好都市

### 日本
- 南阿爾卑斯市（山梨縣）：原締結對象為櫛形町，已於2003年4月1日合併為南阿爾卑斯市。

## 本地出身的名人
- 大西重成：插畫畫家
- 石橋佳奈：藝人

## 外部連結
- （日語）津別町商工會 （页面存档备份，存于）